# Segunda Federación Femenina de España 2025-26
La temporada 2025-26 de la Segunda Federación Femenina de España fue la 4.ª edición de la tercera categoría de fútbol femenino de España. En esta edición se realizó una reestructuración de la categoría, añadiendo un tercer grupo y reduciendo a 14 el número de integrantes de cada grupo.

## Formato de competición
La competición se desarrolla en dos fases:
- Fase regular: 42 equipos divididos en 3 grupos de 14 equipos cada uno, que disputan una liga a doble vuelta (ida y vuelta) con un total de 26 jornadas.
- Fase de ascenso: Al término de ambas fases, cuatro equipos ascienden a Primera Federación Femenina.

Asciende a Primera Federación de forma directa el mejor equipo clasificado al término de la liga regular en cada uno de los tres grupos, siempre y cuando no se tenga un equipo dependiente en la categoría inmediatamente superior.
Los clubes clasificados en la segunda posición de cada grupo y el club con mejor coeficiente de los clasificados en tercera posición, juegan la promoción de ascenso a Primera Federación Femenina. Consigue el ascenso el equipo que resulte vencedor del mismo. Consta de dos eliminatorias (semifinales y final). Las semifinales las disputan el mejor tercer clasificado contra el mejor segundo clasificado y el peor segundo clasificado contra el segundo mejor segundo clasificado. La final la disputan los vencedores de las semifinales.
El primer partido de cada eliminatoria se disputa en el terreno de juego del equipo clasificado en la posición inferior en la fase regular. Para la determinación del vencedor de la eliminatoria, son de aplicación las siguientes disposiciones: 
- Se declara vencedor al club que, trascurrido el tiempo reglamentario del partido de vuelta, hubiere conseguido mayor diferencia de goles a favor, computándose los obtenidos y los recibidos en los dos encuentros.
- En caso de empate a goles en el sumatorio de los partidos de ida y vuelta, se celebra un tiempo extra de 30 minutos dividido en dos partes de quince minutos cada una. Finalizado el tiempo extra, se declara vencedor el equipo que haya conseguido más goles en el tiempo extra.
- Si a la conclusión del tiempo extra ambos equipos hubieran marcado el mismo número de goles o no se hubiera marcado ninguno, se proclamará vencedor al equipo que hubiese obtenido mejor posición en la fase regular. En el caso que hubiesen obtenido la misma posición en la fase regular, se procederá al lanzamiento de cinco penaltis por cada equipo.

Descienden a Tercera Federación Femenina los tres equipos clasificados en las tres últimas posiciones de cada uno de los tres grupos: 12.ª, 13.ª y 14.ª.

## Equipos participantes
Un total de 42 equipos disputan la competición. Están divididos en tres grupos de 14 equipos cada uno dependiendo de su situación geográfica.
| Equipo                             | Localidad                  | Fundación | Estadio                                          |
| ---------------------------------- | -------------------------- | --------- | ------------------------------------------------ |
| Athletic Club "B"                  | Bilbao                     | 2002      | Instalaciones de Lezama, campo 1                 |
| Atlético Villalonga F. F.          | Sangenjo                   |           | Novo San Pedro                                   |
| Balears F. C.                      | Palma de Mallorca          | 2018      | Campo Municipal Coll d’en Rebassa                |
| Bizkerre C. F.                     | Guecho                     |           | Campo Municipal de Bolue 1                       |
| Burgos C. F.                       | Burgos                     | 1997      | CD Castañares                                    |
| C. Atlético de Madrid "C"          | Madrid                     | 2007      | C.D. Alcalá de Henares, campo principal          |
| C. D. Argual                       | Los Llanos de Aridane      | 2021      | Municipal de Aceró                               |
| C. D. E. Racing Féminas            | Torrelavega                | 2001      | Santa Ana (Tanos)                                |
| C. D. F. F. Olympia Las Rozas      | Las Rozas de Madrid        | 2017      | Dehesa de Navalcarbón                            |
| C. D. F. SPAR Gran Canaria         | Mogán                      |           | Campo de Fútbol Municipal de Mogán               |
| C. D. Getafe Femenino              | Getafe                     | 2010      | Polideportivo Municipal Juan de la Cierva        |
| C. D. Guiniguada Apolinario        | Las Palmas de Gran Canaria |           | Campo de Fútbol Parque Atlántico                 |
| C. D. Olímpico de León             | León                       | 1991      | Reino de León                                    |
| C. D. Samper - Coslada             | Coslada                    | 2014      | Campo de Fútbol Municipal El Olivo               |
| C. D. Sporting Club                | Huelva                     | 2004      | Municipal Pérez Cubillas                         |
| C. F. Femenino Cáceres Atlético    | Cáceres                    |           | Federativo Manuel Sánchez Delgado Manolo Nº 1    |
| C. F. Pozuelo de Alarcón           | Pozuelo de Alarcón         |           | Ciudad Deportiva Valle de las Cañas              |
| Córdoba C. F.                      | Córdoba                    |           | Ciudad deportiva Rafael Gómez                    |
| Deportivo Abanca "B"               | La Coruña                  |           | Ciudad Deportiva de Abegondo                     |
| Dínamo Guadalajara                 | Guadalajara                | 2011      | Jerónimo de la Morena                            |
| Elche C. F.                        | Elche                      |           | Polideportivo Municipal de Altabix               |
| FC Ona Sant Adria                  | Badalona                   |           | Campo Municipal Sant Adrià de Besòs              |
| Futbolellas C. F. F. - Torrejón    | Torrejón de Ardoz          | 2020      | Campo de Fútbol Municipal Las Veredillas         |
| GINELUX C. D. Juan Grande          | San Bartolomé de Tirajana  |           | Campo de fútbol de Juan Grande                   |
| Granada C. F. "B"                  | Granada                    |           | Ciudad Deportiva de Alfacar                      |
| Levante U. D. "B"                  | Valencia                   |           | Ciudad Deportiva del Levante                     |
| Madrid C. F. F. "B"                | Madrid                     | 2013      | Nuevo Matapiñonera                               |
| Málaga C. F.                       | Málaga                     | 1980      | Ciudad Deportiva Fundación Málaga Club de Fútbol |
| R. C. Celta As Celtas              | Mos                        | 2013      | RC Celta                                         |
| R. C. D. Espanyol de Barcelona "B" | Cornellá de Llobregat      |           | Ciudad Deportiva Dani Jarque, campo 1            |
| R. Sporting de Gijón               | Gijón                      |           | Mareo, campo Pepe Ortiz                          |
| Rayo Vallecano de Madrid           | Madrid                     |           | Ciudad Deportiva Fundación Rayo Vallecano        |
| Real Avilés C. F.                  | Avilés                     |           | Nuevo Román Suárez Puerta                        |
| Real Betis Balompié "B"            | Sevilla                    | 2016      | Ciudad Deportiva Luis del Sol                    |
| Real Sociedad de F. "B"            | San Sebastián              |           | Zubieta 1                                        |
| Real Unión de Tenerife Santa Cruz  | Santa Cruz de Tenerife     |           | Campo de Fútbol de La Salud                      |
| S. D. Eibar "B"                    | Éibar                      |           | IMD Unbe                                         |
| S. D. Huesca                       | Huesca                     |           | El Alcoraz                                       |
| S. E. AEM "B"                      | Lérida                     |           | Municipal de Recasens                            |
| Sportextremadura C. D.             | Badajoz                    | 2021      | Municipal Viejo Vivero                           |
| Unión Viera C. F.                  | Las Palmas de Gran Canaria | 1992      | Estadio Alfonso Silva                            |
| Zaragoza C. F. F.                  | Zaragoza                   |           | Estadio Enrique Porta                            |

## Grupo I

### Equipos por comunidad autónoma
| N.º | Com. autónoma       | Equipos                   |
| --- | ------------------- | ------------------------- |
| 4   | País Vasco          | Athletic Club "B"         |
| 4   | País Vasco          | Bizkerre C. F.            |
| 4   | País Vasco          | Real Sociedad de F. "B"   |
| 4   | País Vasco          | S. D. Eibar "B"           |
| 3   | Galicia             | Atlético Villalonga F. F. |
| 3   | Galicia             | Deportivo Abanca "B"      |
| 3   | Galicia             | R. C. Celta As Celtas     |
| 2   | Castilla y León     | Burgos C. F.              |
| 2   | Castilla y León     | C. D. Olímpico de León    |
| 2   | Comunidad de Madrid | C. Atlético de Madrid "C" |
| 2   | Comunidad de Madrid | Madrid C. F. F. "B"       |
| 2   | Asturias            | R. Sporting de Gijón      |
| 2   | Asturias            | Real Avilés C. F.         |
| 1   | Cantabria           | C. D. E. Racing Féminas   |

### Clasificación
| Pos. | Equipo                    | Pts. | PJ | G | E | P | GF | GC | Dif. |                                                   |
| ---- | ------------------------- | ---- | -- | - | - | - | -- | -- | ---- | ------------------------------------------------- |
| 1    | Athletic Club "B"         | 0    | 0  | 0 | 0 | 0 | 0  | 0  | 0    | Ascenso a Primera Federación                      |
| 2    | Real Sociedad de F. "B"   | 0    | 0  | 0 | 0 | 0 | 0  | 0  | 0    | Promoción de Ascenso a Primera Federación         |
| 3    | R. Sporting de Gijón      | 0    | 0  | 0 | 0 | 0 | 0  | 0  | 0    | Posible promoción de Ascenso a Primera Federación |
| 4    | C. D. E. Racing Féminas   | 0    | 0  | 0 | 0 | 0 | 0  | 0  | 0    |                                                   |
| 5    | Atlético Villalonga F. F. | 0    | 0  | 0 | 0 | 0 | 0  | 0  | 0    |                                                   |
| 6    | S. D. Eibar "B"           | 0    | 0  | 0 | 0 | 0 | 0  | 0  | 0    |                                                   |
| 7    | Real Avilés C. F.         | 0    | 0  | 0 | 0 | 0 | 0  | 0  | 0    |                                                   |
| 8    | C. D. Olímpico de León    | 0    | 0  | 0 | 0 | 0 | 0  | 0  | 0    |                                                   |
| 9    | Bizkerre C. F.            | 0    | 0  | 0 | 0 | 0 | 0  | 0  | 0    |                                                   |
| 10   | R. C. Celta As Celtas     | 0    | 0  | 0 | 0 | 0 | 0  | 0  | 0    |                                                   |
| 11   | Deportivo Abanca "B"      | 0    | 0  | 0 | 0 | 0 | 0  | 0  | 0    |                                                   |
| 12   | Burgos C. F.              | 0    | 0  | 0 | 0 | 0 | 0  | 0  | 0    | Descenso a Tercera Federación                     |
| 13   | Madrid C. F. F. "B"       | 0    | 0  | 0 | 0 | 0 | 0  | 0  | 0    | Descenso a Tercera Federación                     |
| 14   | C. Atlético de Madrid "C" | 0    | 0  | 0 | 0 | 0 | 0  | 0  | 0    | Descenso a Tercera Federación                     |

Los primeros partidos se disputarán el 6 de septiembre de 2025.
 Fuente: Fútbol Regional

### Tabla de resultados cruzados
| Local \ Visitante         | ATH | RSO | SPO | RAC | AVI | EIB | RAV | OLI | BIZ | CEL | DAB | BUR | MAD | AMA |
| ------------------------- | --- | --- | --- | --- | --- | --- | --- | --- | --- | --- | --- | --- | --- | --- |
| Athletic Club "B"         | —   |     |     |     |     |     |     |     |     |     |     |     |     |     |
| Real Sociedad de F. "B"   |     | —   |     |     |     |     |     |     |     |     |     |     |     |     |
| R. Sporting de Gijón      |     |     | —   |     |     |     |     |     |     |     |     |     |     |     |
| C. D. E. Racing Féminas   |     |     |     | —   |     |     |     |     |     |     |     |     |     |     |
| Atlético Villalonga F. F. |     |     |     |     | —   |     |     |     |     |     |     |     |     |     |
| S. D. Eibar "B"           |     |     |     |     |     | —   |     |     |     |     |     |     |     |     |
| Real Avilés C. F.         |     |     |     |     |     |     | —   |     |     |     |     |     |     |     |
| C. D. Olímpico de León    |     |     |     |     |     |     |     | —   |     |     |     |     |     |     |
| Bizkerre C. F.            |     |     |     |     |     |     |     |     | —   |     |     |     |     |     |
| R. C. Celta As Celtas     |     |     |     |     |     |     |     |     |     | —   |     |     |     |     |
| Deportivo Abanca "B"      |     |     |     |     |     |     |     |     |     |     | —   |     |     |     |
| Burgos C. F.              |     |     |     |     |     |     |     |     |     |     |     | —   |     |     |
| Madrid C. F. F. "B"       |     |     |     |     |     |     |     |     |     |     |     |     | —   |     |
| C. Atlético de Madrid "C" |     |     |     |     |     |     |     |     |     |     |     |     |     | —   |

## Grupo II

### Equipos por comunidad autónoma
| N.º | Com. autónoma        | Equipos                            |
| --- | -------------------- | ---------------------------------- |
| 3   | Cataluña             | FC Ona Sant Adria                  |
| 3   | Cataluña             | R. C. D. Espanyol de Barcelona "B" |
| 3   | Cataluña             | S. E. AEM "B"                      |
| 3   | Comunidad de Madrid  | C. D. Samper - Coslada             |
| 3   | Comunidad de Madrid  | Futbolellas C. F. F. - Torrejón    |
| 3   | Comunidad de Madrid  | Rayo Vallecano de Madrid           |
| 2   | Aragón               | S. D. Huesca                       |
| 2   | Aragón               | Zaragoza C. F. F.                  |
| 2   | Canarias             | C. D. Argual                       |
| 2   | Canarias             | Real Unión de Tenerife Santa Cruz  |
| 2   | Comunidad Valenciana | Elche C. F.                        |
| 2   | Comunidad Valenciana | Levante U. D. "B"                  |
| 1   | Castilla-La Mancha   | Dínamo Guadalajara                 |
| 1   | Islas Baleares       | Balears F. C.                      |

### Clasificación
| Pos. | Equipo                             | Pts. | PJ | G | E | P | GF | GC | Dif. |                                                   |
| ---- | ---------------------------------- | ---- | -- | - | - | - | -- | -- | ---- | ------------------------------------------------- |
| 1    | Levante U. D. "B"                  | 0    | 0  | 0 | 0 | 0 | 0  | 0  | 0    | Ascenso a Primera Federación                      |
| 2    | Balears F. C.                      | 0    | 0  | 0 | 0 | 0 | 0  | 0  | 0    | Promoción de Ascenso a Primera Federación         |
| 3    | FC Ona Sant Adria                  | 0    | 0  | 0 | 0 | 0 | 0  | 0  | 0    | Posible promoción de Ascenso a Primera Federación |
| 4    | R. C. D. Espanyol de Barcelona "B" | 0    | 0  | 0 | 0 | 0 | 0  | 0  | 0    |                                                   |
| 5    | Elche C. F.                        | 0    | 0  | 0 | 0 | 0 | 0  | 0  | 0    |                                                   |
| 6    | S. E. AEM "B"                      | 0    | 0  | 0 | 0 | 0 | 0  | 0  | 0    |                                                   |
| 7    | C. D. Argual                       | 0    | 0  | 0 | 0 | 0 | 0  | 0  | 0    |                                                   |
| 8    | Real Unión de Tenerife Santa Cruz  | 0    | 0  | 0 | 0 | 0 | 0  | 0  | 0    |                                                   |
| 9    | S. D. Huesca                       | 0    | 0  | 0 | 0 | 0 | 0  | 0  | 0    |                                                   |
| 10   | Zaragoza C. F. F.                  | 0    | 0  | 0 | 0 | 0 | 0  | 0  | 0    |                                                   |
| 11   | Dínamo Guadalajara                 | 0    | 0  | 0 | 0 | 0 | 0  | 0  | 0    |                                                   |
| 12   | C. D. Samper - Coslada             | 0    | 0  | 0 | 0 | 0 | 0  | 0  | 0    | Descenso a Tercera Federación                     |
| 13   | Futbolellas C. F. F. - Torrejón    | 0    | 0  | 0 | 0 | 0 | 0  | 0  | 0    | Descenso a Tercera Federación                     |
| 14   | Rayo Vallecano de Madrid           | 0    | 0  | 0 | 0 | 0 | 0  | 0  | 0    | Descenso a Tercera Federación                     |

Los primeros partidos se disputarán el 6 de septiembre de 2025.
 Fuente: Fútbol Regional

### Tabla de resultados cruzados
| Local \ Visitante                  | LEV | BAL | ONA | ESP | ELC | AEM | ARG | RUN | HUE | ZAR | DIN | SAM | FUT | RAY |
| ---------------------------------- | --- | --- | --- | --- | --- | --- | --- | --- | --- | --- | --- | --- | --- | --- |
| Levante U. D. "B"                  | —   |     |     |     |     |     |     |     |     |     |     |     |     |     |
| Balears F. C.                      |     | —   |     |     |     |     |     |     |     |     |     |     |     |     |
| FC Ona Sant Adria                  |     |     | —   |     |     |     |     |     |     |     |     |     |     |     |
| R. C. D. Espanyol de Barcelona "B" |     |     |     | —   |     |     |     |     |     |     |     |     |     |     |
| Elche C. F.                        |     |     |     |     | —   |     |     |     |     |     |     |     |     |     |
| S. E. AEM "B"                      |     |     |     |     |     | —   |     |     |     |     |     |     |     |     |
| C. D. Argual                       |     |     |     |     |     |     | —   |     |     |     |     |     |     |     |
| Real Unión de Tenerife Santa Cruz  |     |     |     |     |     |     |     | —   |     |     |     |     |     |     |
| S. D. Huesca                       |     |     |     |     |     |     |     |     | —   |     |     |     |     |     |
| Zaragoza C. F. F.                  |     |     |     |     |     |     |     |     |     | —   |     |     |     |     |
| Dínamo Guadalajara                 |     |     |     |     |     |     |     |     |     |     | —   |     |     |     |
| C. D. Samper - Coslada             |     |     |     |     |     |     |     |     |     |     |     | —   |     |     |
| Futbolellas C. F. F. - Torrejón    |     |     |     |     |     |     |     |     |     |     |     |     | —   |     |
| Rayo Vallecano de Madrid           |     |     |     |     |     |     |     |     |     |     |     |     |     | —   |

## Grupo III

### Equipos por comunidad autónoma
| N.º | Com. autónoma       | Equipos                         |
| --- | ------------------- | ------------------------------- |
| 5   | Andalucía           | C. D. Sporting Club             |
| 5   | Andalucía           | Córdoba C. F.                   |
| 5   | Andalucía           | Granada C. F. "B"               |
| 5   | Andalucía           | Málaga C. F.                    |
| 5   | Andalucía           | Real Betis Balompié "B"         |
| 4   | Canarias            | C. D. F. SPAR Gran Canaria      |
| 4   | Canarias            | C. D. Guiniguada Apolinario     |
| 4   | Canarias            | GINELUX C. D. Juan Grande       |
| 4   | Canarias            | Unión Viera C. F.               |
| 3   | Comunidad de Madrid | C. D. F. F. Olympia Las Rozas   |
| 3   | Comunidad de Madrid | C. D. Getafe Femenino           |
| 3   | Comunidad de Madrid | C. F. Pozuelo de Alarcón        |
| 2   | Extremadura         | C. F. Femenino Cáceres Atlético |
| 2   | Extremadura         | Sportextremadura C. D.          |

### Clasificación
| Pos. | Equipo                          | Pts. | PJ | G | E | P | GF | GC | Dif. |                                                   |
| ---- | ------------------------------- | ---- | -- | - | - | - | -- | -- | ---- | ------------------------------------------------- |
| 1    | C. D. F. SPAR Gran Canaria      | 0    | 0  | 0 | 0 | 0 | 0  | 0  | 0    | Ascenso a Primera Federación                      |
| 2    | GINELUX C. D. Juan Grande       | 0    | 0  | 0 | 0 | 0 | 0  | 0  | 0    | Promoción de Ascenso a Primera Federación         |
| 3    | Unión Viera C. F.               | 0    | 0  | 0 | 0 | 0 | 0  | 0  | 0    | Posible promoción de Ascenso a Primera Federación |
| 4    | C. D. Guiniguada Apolinario     | 0    | 0  | 0 | 0 | 0 | 0  | 0  | 0    |                                                   |
| 5    | C. D. F. F. Olympia Las Rozas   | 0    | 0  | 0 | 0 | 0 | 0  | 0  | 0    |                                                   |
| 6    | C. F. Pozuelo de Alarcón        | 0    | 0  | 0 | 0 | 0 | 0  | 0  | 0    |                                                   |
| 7    | C. D. Getafe Femenino           | 0    | 0  | 0 | 0 | 0 | 0  | 0  | 0    |                                                   |
| 8    | Málaga C. F.                    | 0    | 0  | 0 | 0 | 0 | 0  | 0  | 0    |                                                   |
| 9    | Real Betis Balompié "B"         | 0    | 0  | 0 | 0 | 0 | 0  | 0  | 0    |                                                   |
| 10   | C. D. Sporting Club             | 0    | 0  | 0 | 0 | 0 | 0  | 0  | 0    |                                                   |
| 11   | Córdoba C. F.                   | 0    | 0  | 0 | 0 | 0 | 0  | 0  | 0    |                                                   |
| 12   | Sportextremadura C. D.          | 0    | 0  | 0 | 0 | 0 | 0  | 0  | 0    | Descenso a Tercera Federación                     |
| 13   | Granada C. F. "B"               | 0    | 0  | 0 | 0 | 0 | 0  | 0  | 0    | Descenso a Tercera Federación                     |
| 14   | C. F. Femenino Cáceres Atlético | 0    | 0  | 0 | 0 | 0 | 0  | 0  | 0    | Descenso a Tercera Federación                     |

Los primeros partidos se disputarán el 6 de septiembre de 2025.
 Fuente: Fútbol Regional

### Tabla de resultados cruzados
| Local \ Visitante               | SPA | GIN | UNI | GUI | OLY | POZ | GET | MAL | RBE | SPO | COR | SPO | GRA | FEM |
| ------------------------------- | --- | --- | --- | --- | --- | --- | --- | --- | --- | --- | --- | --- | --- | --- |
| C. D. F. SPAR Gran Canaria      | —   |     |     |     |     |     |     |     |     |     |     |     |     |     |
| GINELUX C. D. Juan Grande       |     | —   |     |     |     |     |     |     |     |     |     |     |     |     |
| Unión Viera C. F.               |     |     | —   |     |     |     |     |     |     |     |     |     |     |     |
| C. D. Guiniguada Apolinario     |     |     |     | —   |     |     |     |     |     |     |     |     |     |     |
| C. D. F. F. Olympia Las Rozas   |     |     |     |     | —   |     |     |     |     |     |     |     |     |     |
| C. F. Pozuelo de Alarcón        |     |     |     |     |     | —   |     |     |     |     |     |     |     |     |
| C. D. Getafe Femenino           |     |     |     |     |     |     | —   |     |     |     |     |     |     |     |
| Málaga C. F.                    |     |     |     |     |     |     |     | —   |     |     |     |     |     |     |
| Real Betis Balompié "B"         |     |     |     |     |     |     |     |     | —   |     |     |     |     |     |
| C. D. Sporting Club             |     |     |     |     |     |     |     |     |     | —   |     |     |     |     |
| Córdoba C. F.                   |     |     |     |     |     |     |     |     |     |     | —   |     |     |     |
| C. D. Sporting Club             |     |     |     |     |     |     |     |     |     |     |     | —   |     |     |
| Granada C. F. "B"               |     |     |     |     |     |     |     |     |     |     |     |     | —   |     |
| C. F. Femenino Cáceres Atlético |     |     |     |     |     |     |     |     |     |     |     |     |     | —   |